# Koppartjärnen, Ångermanland
Koppartjärnen är en sjö i Sollefteå kommun i Ångermanland och ingår i Nätraåns huvudavrinningsområde.